# Hannelore Elsner
Hannelore Els(t)ner (Burghausen, 26 juli 1942 – München, 21 april 2019) was een Duitse actrice, stemactrice en auteur.

## Jeugd
Hannelore Elsner groeide op in Altötting. Haar twee jaar oudere broer overleed tegen het einde van de Tweede Wereldoorlog tijdens een vliegtuigaanval, toen ze nog geen drie jaar oud was. Haar vader, een Oostenrijkse ingenieur, overleed aan tuberculose toen ze acht jaar was. In haar kindertijd en jeugd bezocht ze onder andere de kloosterschool in Neuötting, het kloosterinternaat bij Schloss Neuhaus am Inn van de Englischen Fräulein en het humanistische gymnasium in Burghausen. Haar moeder ging met haar naar München en overleed daar in 1973. Toen Elsner 16 jaar was, ontmoette ze de Turkse regisseur Halit Refig, die haar een toneelopleiding mogelijk maakte. Vanaf dan nam ze de Duitse nationaliteit aan.

## Carrière
Na beëindiging van Elsners in München voltooide toneelopleiding begon ze haar carrière aan theaters in Keulen, München en Berlijn. In 1962 speelde ze in een van de populairste volksstukken uit het Keulse Millowitsch-Theater. Hier speelde ze naast Peter René Körner, Willy Millowitsch en Elsa Scholten in Tante Jutta aus Kalkutta. Haar eerste theaterverbintenis had ze vanaf 1964 aan de Kleine Komödie in München, waar ze in 1964 speelde in het blijspel Schöne Geschichten mit Papa und Mama van Alfonso Paso en in 1966 in Vater einer Tochter van Curth Flatow naast Georg Thomalla. Aan de Münchner Kammerspiele was ze te zien als Ala in Dieter Giesings opvoering van Slawomir Mrozeks Tango (1966, met Maria Nicklisch en Helmut Griem als partners) als eerste naakte aan de Kammerspielen. Elsner speelde ook aan de Komödie Berlin in het stuk Eine Hand voll Brennesseln van Marc-Gilbert Sauvajon.

### Bioscoop
Al op 17-jarige leeftijd maakte Elsner haar filmdebuut als partner naast Freddy Quinn in Freddy unter fremden Sternen (1959). In het filmdrama Die endlose Nacht (1963) speelde ze de rol van een attractieve, onbemiddelde starlet. Tijdens de jaren 1960 en 1970 trad ze toenemend op in amusementsfilms, zoals naast Beppo Brem in Allotria in Zell am See (1963), naast Hansi Kraus in Die Lümmel von der ersten Bank (1967), met Peter Alexander in Zum Teufel mit der Penne (1968) en in Pepe, der Paukerschreck (1969) en met Georg Thomalla in Hurra, wir sind mal wieder Junggesellen! (1971).
Tijdens de jaren 1970 aanvaardde ze meer veeleisendere rollen en kon ze zich daarna als een gevraagde karaktervertolkster waarmaken. In 1970 speelde ze Susan in de misdaadkomedie Die Herren mit der weißen Weste van Wolfgang Staudte naast Mario Adorf en Martin Held. In 1973 was ze te zien in de rol van een gravin in de DEFA-film Aus dem Leben eines Taugenichts, waarbij ze de eerste West-Duitse vertolkster na de bouw van de muur was in een film van de Oost-Duitse DEFA. In hetzelfde jaar was ze in een van de hoofdrollen te zien in de door Edgar Reitz geënsceneerde speelfilm Die Reise nach Wien (1973) naast Elke Sommer als Marga Kroeber, wier echtgenoot vecht aan het front. In Alf Brustellins filmdrama Berlinger was Elsner in een dubbelrol de eerste en nieuwe levenspartner van de titelfiguur Lukas Berlinger (Martin Benrath).
In 1977 speelde ze in Grete Minde, een verfilming van een novelle van Theodor Fontane, de rol van Trud Minde, echtgenote van de halfbroer van de titelrol Grete Minde (Katerine Jacob). Een verdere hoofdrol onder Edgar Reitz had ze als echtgenote Anna Dorothea Fink van de Schneider von Ulm in de speelfilm Der Schneider von Ulm over de uitvinder en luchtvaartpionier Albrecht Ludwig Berblinger (uitgebeeld door Tilo Prückner). In 1985 aanvaardde ze de hoofdrol in het filmdrama Marie Ward – Zwischen Galgen und Glorie, dat het leven van de gelovige katholieke non Maria Ward portretteert. Hier was ze naast bekende acteurs uit die tijd te zien als Irm Hermann, Mario Adorf, Bernhard Wicki, Hans Quest, Anton Diffring en Mathieu Carrière.
Haar grootste successen vierde Elsner na een 15-jarige onderbreking met de terugkeer op het filmdoek. De rol van de aan zelfmoord blootgestelde schrijfster Hanna Flanders in Oskar Roehlers speelfilm Die Unberührbare leverde haar in 2000 de Deutscher Filmpreis, de Deutsche Kritikerpreis en de Bayerische Filmpreis op. In 2003 won ze opnieuw de Deutsche Filmpreis voor haar rol in Oliver Hirschbiegels Mein letzter Film, waarin ze een ouder wordende artieste vertolkte. De Berlijnse filmmaker Rudolf Thome plaatste haar in zijn trilogie Zeitreisen in de hoofdrol. In Rot und Blau (2003) speelde ze de architecte Barbara Bärenklau, in Frau fährt, Mann schläft (2004) was ze de tandarts Dr. Sue Süssmilch en in Rauchzeichen (2006) speelde ze naast Adriana Altaras de waardin Annabella Silberstein. In de filmkomedie Alles auf Zucker! (2004) speelde ze Marlene, de vrouw van de voormalige DDR-sportreporter Jaeckie Zucker (Henry Hübchen).
In het filmdrama Kirschblüten – Hanami (2008) was ze te zien in de rol van Trudi Angermeier, die na een medisch onderzoek te horen krijgt, dat haar man erg ziek is en uiteindelijk tijdens een gezamenlijke vakantie aan de Oostzee overlijdt. In de filmbiografie Zeiten ändern dich (2010) van de muzikant Bushido aanvaardde ze de rol van zijn moeder. Van 2010 tot 2013 vertegenwoordigt ze de directrice Theobals in de films rond Hanni & Nanni. In Das Blaue vom Himmel (2011) was ze te zien in de hoofdrol van de demente Marga Baumanis naast Juliane Köhler en David Kross. In Marcus H. Rosenmüllers speelfilm Wer's glaubt, wird selig (2012) speelde ze een autoritaire schoonmoeder, die na haar dood heilig verklaard zou worden.
In de tragikomedie Auf das Leben!, die in november 2014 in de Duitse bioscopen verscheen, was ze onder regie van Uwe Janson te zien in de rol van een voormalige revuezangeres, die door de vriendschap met een jonge, zwaar zieke man nieuwe levenskracht krijgt. In Lars Kraume's Familienfest (2015) speelde ze de eerste echtgenote van de beroemde pianist Hannes Westhoff (Günther Maria Halmer), een drankzuchtige Grande Dame. In de Duits/Oostenrijkse/Franse speelfilm Hannas schlafende Hunde (in de bioscoop in juni 2016), die baseert op de autobiografische roman van de Oostenrijkse schrijfster Elisabeth Escher, speelde ze de rol van de blinde Ruth Eberth, wier jonge kleindochter Hanna haar Joodse identiteit niet wil verloochenen.
In de Duits/Tsjechische productie Der große Rudolph, een fictieve filmsatire over het leven van de in 2005 overleden modedesigner Rudolph Moshammer, speelde ze Moshammers moeder Else. In de filmkomedie 100 Dinge (in de bioscoop 6 december 2018) was Elsner naast Wolfgang Stumph Renate Konaske, de filmmoeder van de hoofdfiguur Paul (Florian David Fitz). Op 7 maart 2019 startte met Kirschblüten & Dämonen, het vervolg van het filmdrama Kirschblüten – Hanami uit 2008, Elsners laatste voltooide bioscoopfilm. Ze is opnieuw te zien in terugblikscenes in de rol van de overleden Trudi Angermeier.

### Televisie
Vanaf de jaren 1960 speelde Elsner in talrijke tv-series, onder andere in enkele afleveringen van de misdaadserie Das Kriminalmuseum. In 1971 vertolkte ze de rol van Sascha in het ZDF-misdaad-tv-spel Iwanow van Oswald Döpke, gedraaid naar het gelijknamige toneelstuk van Anton Tschechow. Deze vertolking leverde haar in 1972 de Goldene Kamera op.
In 1974 aanvaardde ze in de 13-delige ZDF-serie Die schöne Marianne de titelrol van de attractieve kasteleinsdochter van Franse afkomst. In de succesvolle ZDF-serie Die Schwarzwaldklinik was ze de geliefde van professor Brinkmann (Klausjürgen Wussow), Maria Rotenburg. Verdere serierollen aanvaardde ze in 1988 in Lorentz und Söhne en in 1989 in Mit Leib und Seele als gemeentezuster Sophie Lieberman. Van 1994 tot 2006 vertolkte ze in de ARD-misdaadserie Die Kommissarin de politiehoofdcommissaris Lea Sommer, die in totaal 66 afleveringen rechercheerde in Frankfurt am Main resp Hamburg. Voor haar daar zijnde vertolking werd ze in 1995 onderscheiden als beste vertolkster in een serie met de Telestar.
In de tv-film Andrea und Marie (eerste uitzending januari 1998) aanvaardde ze naast Iris Berben als kunstdocente Andrea een van de vrouwelijk hoofdrollen. In het ARD-filmdrama Ende der Saison (eerste uitzending november 2001) van Stefan Krohmer speelde ze de kankerpatiënte Waltraut, wier dochter Klarissa (Anneke Kim Sarnau) haar verzorgen en bij het sterven wilde begeleiden. Onder regie van Oskar Roehlers had ze in de in 2000 gedraaide en in 2002 verschenen tv-film Fahr zur Hölle, Schwester! een hoofdrol, waarin ze de rol speelde van Rita, die verantwoordelijk werd gehouden voor het ongeluk van haar door Iris Berben gespeelde zus. In Die Spielerin (eerste uitzending juni 2005), een verfilming van een roman van Dostojewski, vertolkte ze de rol van de attractieve, welgestelde Polina Sieveking. In het melodrama Mein Herz in Afrika (eerste uitzending november 2007) was ze naast Tanja Wedhorn in de tweede vrouwelijke hoofdrol als Agnes Patterson, een leidster van een safaripark in Zuid-Afrika, die een geheim met zich meedroeg. In de ARD-tweedelige serie Der letzte Patriarch (eerste uitzending september 2010) was ze naast Mario Adorf als eigenwijze kunstenares Ruth, de jeugdliefde van de laatste patriarch. In de sprookjesfilm Dornröschen (eerste uitzending december 2009) speelde ze de boze 13e fee Maruna, in Die Bremer Stadtmusikanten (eerste uitzending januari 2010) leende ze haar stem aan de kat.
In de ZDF-tv-misdaadfilm Kommissarin Lucas – Am Ende muss Glück sein (eerste uitzending april 2011) was ze te zien in de rol van de kroegbazin Nadja Schumann, die zich en passant prostitueerde. In het ARD-melodrama Liebe am Fjord – Zwei Sommer (eerste uitzending oktober 2013) aanvaardde ze de hoofdrol van de na een mislukt huwelijk als postbode aan de Noorse kust werkende Johanna Claesen. In de ARD-tv-film Besondere Schwere der Schuld (eerste uitzending november 2014) was ze te zien in de rol van Agnes Barner, die haar zoon verzweeg, dat hij niet haar biologisch kind is. In de ZDF-productie Ein Sommer im Burgenland (eerste uitzending februari 2015) speelde ze een uit een Romafamilie afkomstige Hongaarse, voor wie haar reis in het Burgenland tot een reis in het verleden werd. In Matti Geschonnecks Ein großer Aufbruch (eerste uitzending november 2015) speelde ze de ex-vrouw Ella van de kankerpatient en sterfwillige voormalige ontwikkelingshelper Holm Hardenberg (Matthias Habich).
In januari 2017 was Elsner in de hoofdrol te zien in de tv-tragikomedie Die Diva, Thailand und wir!, waarin ze de 72-jarige Anneliese Behrens speelde, dia na een kankerdiagnose moest worden verzorgd door haar familie. Een soortgelijk weggezette rol had ze in de tragikomedie Ferien vom Leben (eerste uitzending september 2017) waarin ze de kunstenares Lilo Rosenberg speelde, die met een hersentumordiagnose werd geconfronteerd. In de tv-film Club der einsamen Herzen (geplande eerste uitzending 8 juni 2019), die werd gedraaid in de zomer, speelde ze naast Jutta Speidel en Uschi Glas een van de drie jeugdvriendinnen, die jarenlang radiostilte hadden en zich weer ontmoetten en een danscafé wilden openen. Al zwaar ziek, stond ze voor de laatste keer in maart 2019 voor de ARD-speelfilm Lang lebe die Königin als presentatrice, die op een donornier wachtte, voor de camera. Ze overleed voor afsluiting van de opnamen.
Hannelore Elsner werkte vanaf 1983 in meerdere film mee van de tv-reeks Tatort. In de door de SWF geproduceerde aflevering Peggy hat Angst (eerste uitzending mei 1983) aanvaardde ze in de derde zaak van de politiehoofdcommissaris Hanne Wiegand (Karin Anselm) de rol van het fotomodel Peggy Karoly, die verliefd wordt op de moordenaar (Hans-Georg Panczak) van haar vriendin Natascha (Ute Christensen). In de aflevering Schicki-Micki (eerste uitzending december 1985) was ze naast Felix von Manteuffel als journaliste Vera Jansen te zien. In de NDR-Tatort-aflevering Tod im Elefantenhaus (eerste uitzending april 1987) speelde ze dr. Christine Lohnert, die een verhouding had met Rolf Bergmann (Raimund Harmstorf), de later dood in de olifantenkraal aangetroffen inspecteur van het Tierpark Hagenbeck.
In de eerste Tatort- aflevering van de Zwitserse televisie Howalds Fall (eerste uitzending april 1990) was ze te zien als Eva Wirz. Naast Günter Bothur stond ze in de HR-Tatort Renis Tod (eerste uitzending januari 1993) als Gila Abt voor de camera. Elsners laatste voltooide tv-werk is ook een Tatort-aflevering van de HR, die op 19 april 2020, een jaar na Elsners overlijden, voor de eerste keer zou worden uitgezonden. Ze speelt in de zaak van het Frankfurtse rechercheursduo Janneke en Brix een gepensioneerde commissaris, die een voor vele jaren behandelde verkrachtingszaak nooit kon ophelderen.

## Activiteiten als stemacteur
Elsner hield zich ook bezig als stemacteur en leende onder anderen Liza Minnelli (Cabaret en Pookie) en Fanny Ardant (8 femmes) haar stem. Daarnaast hield ze lezingen en werkte ze aan diverse luisterboeken, zoals Agatha Christies The Mousetrap en in het van maart 2001 tot november 2015 verschenen Rilke Projekt van de componisten- en producententeams Schönherz & Fleer, dat werken van de lyricus Rainer Maria Rilke vertoont naast Nina Hagen, Xavier Naidoo, Mario Adorf, Ben Becker en de operazangeres Montserrat Caballé. In 2006 werd ze met haar opname van de roman van Colette Chérie onderscheiden met de Preis der Deutschen Schallplattenkritik. Op 2 december 2017 las ze het jaarlijkse adventsverhaal in de door Florian Silbereisen gepresenteerde tv-show Das Adventsfest der 100.000 Lichter.

## Onderscheidingen
Hannelore Elsner werd in de loop van haar artistieke carrière meermaals onderscheiden. In 1972 kreeg ze de Goldene Kamera. In 1991 kreeg ze de Silberne Nymphe tijdens het tv-festival Monte Carlo voor de titelrol in Hartmut Griesmayrs tragische, in de Georgische burgeroorlog ingeburgerde liefdesverhaal Elsa. In 1997 werd Elsner de Verdienstorden der Bundesrepublik Deutschland verleend. In 2000 werd ze onder andere onderscheiden met de Deutsche Filmpreis, de Preis der deutschen Filmkritik en de Bayrische Filmpreis voor haar rol in Die Unberührbare. In 2002 kreeg ze samen met Daniel Nocke, Stefan Krohmer en Anneke Kim Sarnau voor haar artistieke prestatie in Ende der Saison de Adolf Grimmeprijs.
Op 19 mei 2006 kreeg ze de Bayerische Fernsehpreis voor haar levenswerk. In juli 2008 werd ze in München geëerd met de Bayerische Verdienstorden. In het kader van een galaevenement in het Prinzregententheater in München vond op 14 januari 2011 de uitreiking plaats van de Bayerische Filmpreis 2010. De toenmalige Beierse minister-president Horst Seehofer overhandigde Elsner de begeerde porceleinfiguur 'Pierrot' als ereprijs voor haar levenswerk. In 2015 werd ze in de Wiener Hofburg onderscheiden met de Romy in de categorie 'Populairste actrice bioscoop/tv-film'.
Ter nagedachtenis aan Hannelore Elstner verleent het Fünf Seen Filmfestival sinds 2019 de Hannelore Elsnerprijs voor veelbetekenende theaterkunst. De eerste prijswinnares is Barbara Auer.

## Privéleven en overlijden
Elsner was van 1964 tot 1966 getrouwd met de acteur Gerd Vespermann en van 1973 tot aan diens dood door ongeval in 1981 gelieerd met de regisseur Alf Brustellin. Uit een relatie met de regisseur Dieter Wedel stamt haar in 1981 geboren zoon, die als fotograaf werkt. In 1993 trouwde ze met de theaterdramaturg en hoofduitgever Uwe B. Carstensen. Dit huwelijk werd in 2000 ontbonden. Ze woonde enkele jaren samen met de germanistiekprofessor Günter Blamberger. Daarnaast had ze een vierjarige relatie met de filmproducent Bernd Eichinger.
Ter gelegenheid van haar 70ste verjaardag op 26 juli 2012 toonde de ARD al een week eerder op 18 juli 2012 een 45 minuten durend portret in het kader van de reeks Deutschland, deine Künstler.
In mei 2011 publiceerde Elsner bij de Keulse uitgeverij Kiepenheuer & Witsch haar memoires onder de titel Im Überschwang – Aus meinem Leben met het daarbij behorende luisterboek.
Hannelore Elsner, die tot slot woonde in München en Frankfurt am Main, overleed op 21 april 2019 op 76-jarige leeftijd in een ziekenhuis in München aan de gevolgen van een vijf jaar durende vorm van borstkanker, die later uitzaaiingen aan de maag en andere organen vormde. Haar urn werd bijgezet op het kerkhof in Burghausen.

## Prijzen en onderscheidingen
- 1972: Goldene Kamera 1971 voor Iwanov
- 1995: Telestar voor "Beste vertolkster in een serie" voor Die Kommissarin
- 1997: Bundesverdienstkreuz (met lint)
- 2000: Deutscher Filmpreis voor "Beste hoofdrolspeelster" in Die Unberührbare
- 2000: Preis der deutschen Filmkritik voor Die Unberührbare
- 2000: Bayerischer Filmpreis voor "Beste vertolkster" in Die Unberührbare
- 2001: DIVA-Award
- 2002: Adolf Grimmeprijs 2002 voor Ende der Saison (samen met Daniel Nocke, Stefan Krohmer en Anneke Kim Sarnau)
- 2002: Bambi
- 2003: Hessischer Fernsehpreis voor Claras Schatz
- 2003: Deutscher Filmpreis voor "Beste hoofdrol" in Mein letzter Film
- 2005: Bundesverdienstkreuz 1e klasse
- 2006: Bayerischer Fernsehpreis voor haar levenswerk
- 2007: Goldener Ochse ereprijs van het Filmkunstfest Mecklenburg-Vorpommern voor haar levenswerk
- 2008: Bayerischer Verdienstorden
- 2009: Preis für Schauspielkunst op het festival van de Duitse film
- 2011: Ereprijs van de Bayerische Filmpreise 2010
- 2012: Ereprijs voor Hessischer Film- und Kinopreis
- 2014: Ster op de "Boulevard der Stars" op de Potsdamer Platz in Berlijn
- 2015: Romy 2015 in der categorie Populairste actrice bioscoop/tv-film
- 2016: Askania Award

## Filmografie

### Bioscoop
- 1959: Freddy unter fremden Sternen
- 1959: Immer die Mädchen
- 1959: Alt Heidelberg
- 1960: Marina
- 1961: Und sowas nennt sich Leben
- 1961: Das Mädchen mit den schmalen Hüften
- 1961: Immer wenn es Nacht wird
- 1963: Die endlose Nacht
- 1963: Allotria in Zell am See
- 1963: Ein Alibi zerbricht
- 1967: Herrliche Zeiten im Spessart
- 1968: Die Lümmel von der ersten Bank – Zur Hölle mit den Paukern
- 1968: Die Lümmel von der ersten Bank – Zum Teufel mit der Penne
- 1969: Die Lümmel von der ersten Bank – Pepe, der Paukerschreck
- 1969: Der Bettenstudent oder: Was mach' ich mit den Mädchen?
- 1969: Die Herren mit der weißen Weste
- 1971: Hurra, wir sind mal wieder Junggesellen!
- 1971: Willi wird das Kind schon schaukeln
- 1972: Der Stoff aus dem die Träume sind
- 1973: … aber Jonny!
- 1973: Aus dem Leben eines Taugenichts
- 1973: Die Reise nach Wien
- 1974: Die Teufelsschlucht der wilden Wölfe (Il ritorno di Zanna Bianca)
- 1976: Bomber & Paganini
- 1977: Grete Minde
- 1975: Berlinger
- 1978: Der Schneider von Ulm
- 1978: Der Sturz
- 1980: Der grüne Vogel
- 1982: Wer spinnt denn da, Herr Doktor?
- 1984: Mann ohne Gedächtnis
- 1985: Marie Ward – Zwischen Galgen und Glorie
- 1985: Kaminsky – Ein Bulle dreht durch
- 1985: Operation Dead End
- 1986: Bitte laßt die Blumen leben
- 1990: Der achte Tag
- 1998: Kai Rabe gegen die Vatikankiller
- 2000: Die Unberührbare
- 2001: Suck My Dick
- 2002: Mein letzter Film
- 2003: Rot und Blau
- 2004: Frau fährt, Mann schläft
- 2004: Alles auf Zucker!
- 2006: Du hast gesagt, dass du mich liebst
- 2006: Rauchzeichen
- 2007: Vivere
- 2007: Das Sichtbare und das Unsichtbare
- 2007: Jakobs Bruder
- 2008: Kirschblüten – Hanami
- 2008: 1½ Ritter – Auf der Suche nach der hinreißenden Herzelinde
- 2010: Zeiten ändern Dich
- 2010: Hanni & Nanni
- 2011: Das Blaue vom Himmel
- 2011: Kein Sex ist auch keine Lösung
- 2012: Jesus liebt mich
- 2012: Wer's glaubt wird selig
- 2012: Hanni & Nanni 2
- 2013: Gibsy – Die Geschichte des Boxers Johann Rukeli Trollmann
- 2013: Hanni & Nanni 3
- 2013: Der letzte Mentsch
- 2014: Alles inklusive
- 2014: Auf das Leben!
- 2014: Hin und weg
- 2014: Besser als Nix
- 2015: Familienfest (Ein Geburtstag voller Abgründe)
- 2016: Hannas schlafende Hunde
- 2016: Die Welt der Wunderlichs
- 2018: Der große Rudolph
- 2018: 100 Dinge
- 2019: Kirschblüten & Dämonen
- 2021: Hannes

### Televisie

#### Televisiefilms
- 1966: Die spanische Fliege
- 1966: Der Mann aus Melbourne
- 1969: Das Rätsel von Piskov
- 1969: Christoph Kolumbus oder Die Entdeckung Amerikas
- 1971: Dreht euch nicht um – der Golem geht rum
- 1973: Tod auf der Themse
- 1977: Flucht
- 1980: Weekend
- 1982: Flöhe hüten ist leichter
- 1983: Satan ist auf Gottes Seite
- 1984: Eine Art von Zorn
- 1985: Morgengrauen
- 1985: Ein Mann ist soeben erschossen worden
- 1988: Pizza Express
- 1989: Noch ein Wunsch
- 1989: Tam Tam oder Wohin die Reise geht
- 1991: Der Tod kam als Freund
- 1991: Elfenbein
- 1992: Das lange Gespräch mit dem Vogel
- 1993: Klippen des Todes
- 1993: Das Babylon Komplott
- 1993: Doberstein
- 1995: Blutige Spur
- 1996: Schmetterlingsgefühle
- 1996: Das Mädchen Rosemarie
- 1998: Ich schenk dir meinen Mann
- 1998: Andrea und Marie
- 1999: Der Schrei des Schmetterlings
- 2001: Ich schenk dir meinen Mann 2
- 2001: Solange wir lieben
- 2001: Ende der Saison
- 2002: Fahr zur Hölle, Schwester!
- 2002: Der Seerosenteich
- 2003: Eine Liebe in Afrika
- 2003: Claras Schatz
- 2004: Scheidungsopfer Mann
- 2004: Die Rosenzüchterin
- 2005: Die Spielerin
- 2006: Nicht alle waren Mörder
- 2007: Phantomschmerz
- 2007: Mein Herz in Afrika
- 2008: Mein Herz in Chile
- 2009: Dornröschen
- 2009: Die Bremer Stadtmusikanten (stem)
- 2010: Lüg weiter, Liebling
- 2010: Alles Liebe
- 2010: Der letzte Patriarch
- 2014: Besondere Schwere der Schuld
- 2015: Ein Sommer im Burgenland
- 2015: Ein großer Aufbruch
- 2017: Die Diva, Thailand und wir!
- 2017: Ferien vom Leben
- 2019: Club der einsamen Herzen

#### Televisieseries
- 1962: Funkstreife Isar 12 – Am hellichten Tag
- 1962: Stahlnetz – Spur 211
- 1965: Die fünfte Kolonne – Blumen für Zimmer 19
- 1965: Der Nachtkurier meldet … – Wendung im Mordfall Gormann
- 1967: Das Kriminalmuseum – Die Kiste
- 1967: Das Kriminalmuseum – Die Briefmarke
- 1968: Das Kriminalmuseum – Das Goldstück
- 1968: Detektiv Quarles
- 1969: Tausendundeine Nacht
- 1969: Dem Täter auf der Spur – Das Fenster zum Garten
- 1969: Der Kommissar – Das Ungeheuer
- 1971: Der Kommissar – Der Tote von Zimmer 17
- 1975–1978: Die schöne Marianne (13 afleveringen)
- 1981: Der Androjäger – Die Fee mit dem zweiten Gesicht
- 1982: Schwarz Rot Gold – Alles in Butter
- 1983: Tatort: Peggy hat Angst
- 1983: Ein Fall für zwei – Der Zeuge
- 1985: Tatort: Schicki-Micki
- 1986: Irgendwie und Sowieso (6 afleveringen)
- 1987: Die Schwarzwaldklinik – Die Reise nach Amerika
- 1987: Tatort: Tod im Elefantenhaus
- 1989: Mit Leib und Seele
- 1990: Tatort: Howalds Fall
- 1991: Auf Achse
- 1991: Schwarz Rot Gold – Schmutziges Gold
- 1992: Wolffs Revier – Notwehr
- 1993: Tatort: Renis Tod
- 1994–2006: Die Kommissarin
- 1994: Das Traumschiff – Dubai
- 1997: Tatort: Gefährliche Übertragung
- 1997: Tatort: Alptraum
- 1998: Das Traumschiff – Galapagos/Jamaika
- 2007: Krieg und Frieden (tv-miniserie)
- 2011: Das Traumschiff – New York, Savannah und Salvador de Bahia
- 2011: Kommissarin Lucas – Am Ende muss Glück sein
- 2012: Flemming – Die alte Kommissarin
- 2012: Spuren des Bösen: Racheengel
- 2013: Liebe am Fjord – Zwei Sommer

## Luisterboeken
- 1996: Die Mausefalle] van Agatha Christie Universal Music, 1996.
- 2006: Stimmen unter dem Dach van Irene Rodrian. Verlag Edition Hörbuch, ISBN 978-3-8331-0402-2.
- 2006: Chéri van Colette, Random House Audio, ISBN 978-3-86604-181-3.
- 2011: Im Überschwang. Aus meinem Leben. Levensherinneringen, Argon Verlag, ISBN 978-3-8398-1093-4.

## Herinneringen
- Im Überschwang. Aus meinem Leben. Kiepenheuer & Witsch, Köln 2011, ISBN 978-3-462-04230-6.